# City of Broken Hill
City of Broken Hill – obszar samorządu terytorialnego w zachodniej części australijskiego stanu Nowa Południowa Walia. Obejmuje wyłącznie górnicze miasto Broken Hill. Na mapie administracyjnej stanu jest enklawą wewnątrz Unincorporated Far West Region – bardzo słabo zaludnionego regionu w ogóle nieposiadającego samorządu terytorialnego. 
Obszar liczy 170 km² powierzchni i jest zamieszkany przez 19 361 osób (2006).